# Kamel Belarbi
Kamel Belarbi (en arabe : كمال بلعربي) est un footballeur algérien né le 11 avril 1997 à Alger. Il évolue au poste de milieu défensif à l'ASO Chlef.

## Biographie
Le 10 septembre 2016, Belarbi fait ses débuts dans le championnat d'Algérie avec l'USM El Harrach, lors d'un déplacement sur la pelouse de la JS Kabylie (score : 0-0). Il joue 24 matchs en championnat pour sa première saison.
Il inscrit son premier but en première division algérienne le 4 mai 2018, lors de la réception de la JS Saoura. Il ne peut toutefois empêcher la défaite de son équipe, sur le score de 2-3. C'est son seul but inscrit en championnat cette saison-là.
Le 4 décembre 2019, il signe un contrat de trois ans et demi en faveur de l'USM Alger.
Lors de la saison 2019-2020, il participe à la Ligue des champions d'Afrique avec l'USMA, prenant part à quatre matchs.

## Palmarès
USM Alger
- Championnat d'Algérie (1) :
  - Champion : 2018-19.